# Carlisle (Kentucky)
Pour les articles homonymes, voir Carlisle (homonymie).
Ne pas confondre avec le comté situé dans le même État, le comté de Carlisle.
La ville de Carlisle est le siège du comté de Nicholas, dans le Commonwealth du Kentucky, aux États-Unis. Sa population, qui s’élevait à 2 010 habitants lors du recensement de 2010, est estimée à 1 986 habitants en 2019.

## Source
- (en) Cet article est partiellement ou en totalité issu de l’article de Wikipédia en anglais intitulé « Carlisle, Kentucky » (voir la liste des auteurs).